# A Noviça e o Faraó
A Noviça e o Faraó: A extraordinária história de Omm Sety é um livro sobre Dorothy Louise Eady, popularmente conhecida como Omm Sety, escrita por Hermínio Correa de Miranda em 2007.

## Sinopse
Bentreshit era uma jovem sacerdotisa do templo de Osíris e Seti I era um dos mais bem sucedidos faraós. O amor entre eles, no entanto, era proibido pelas leis do antigo Egito e a punição foi uma separação forçada que durou 3.000 anos.

### Capítulos
- Introdução
- Aiksa, a pequena flor da campina
- A menina que morreu... mas não morreu
- A múmia
- Senhora Imam Abdel Meguid
- Iniciação para egiptóloga
- Novamente a serviço do templo
- Interlúdio para Osíris
- Aquenáton versus Ramessés II
- Omm Sety teria encontrado uma antiga filha?
- Conversações com Sua Majestade
- Amor em duas dimensões
- Esfinge a decifrar
- Entrevista comigo mesmo
- Leitura complementar
  - O conselho
  - Materializações
  - Ozymandias
  - Incubus e succubus
- Bibliografia